# 안젤라 박

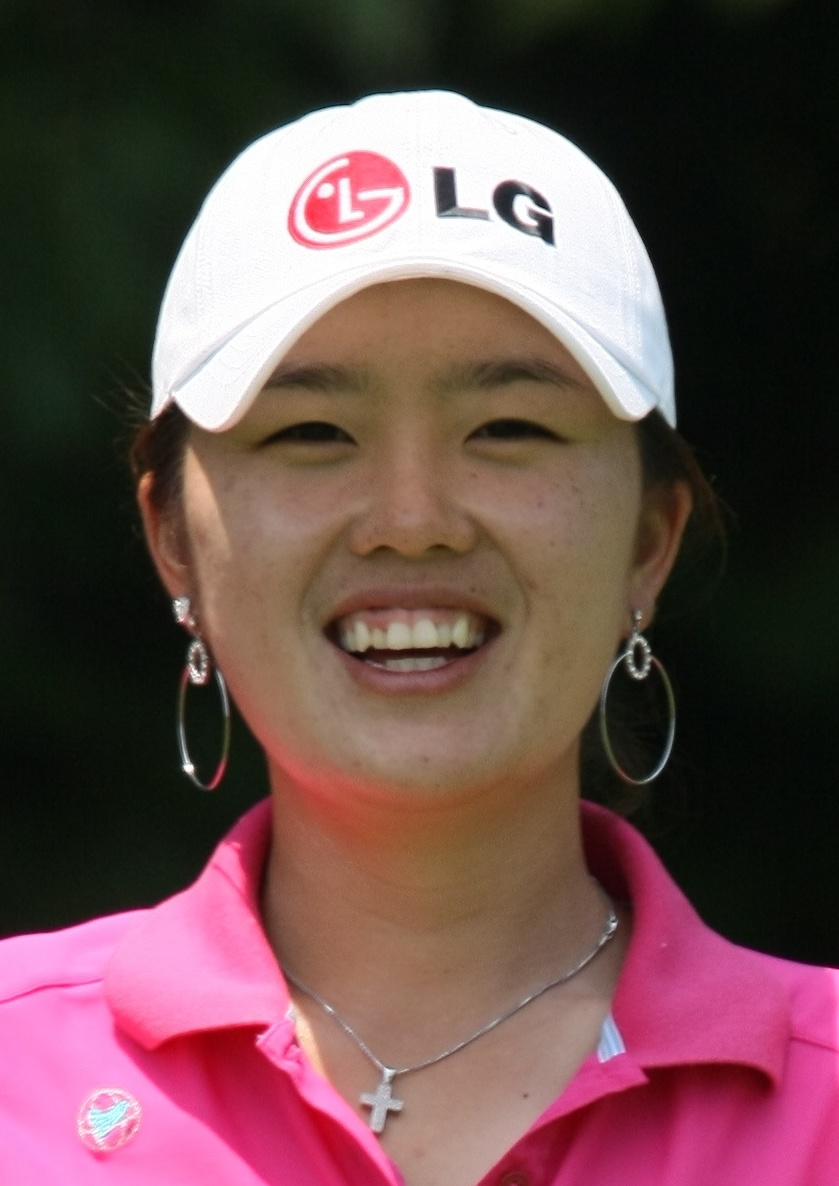
안젤라 박

안젤라 박(Angela Hyein Park,(박혜인) 1988년 8월 25일 ~ )은 미국의 골프 선수이다. 그는 LPGA 투어에서 활동하는 한국인 프로 골퍼 중 시초인 프로 골퍼이다. 그는 브라질과 미국 두 나라 모두에 시민권을 가지고 있다.

## 일생
안젤라 박은 부모님이 사업차 브라질에 계셨기 때문에 이과수 폭포 근처에서 태어나게 되었다. 8세 때 그녀는 그녀의 아버지, 형제들과 함께 남부 캘리포니아에서 이후의 유년기를 보냈다. 그녀는 휴가 때만 한국에 방문한다고 한다. 2008년 6월 그녀는 미국 시민권을 얻었다. 또한 브라질의 시민권도 계속 유지하게 된다.

## 아마추어 경력
그녀는 미국 주니어 골프 협회(AJGA)에서 훌륭한 성적(5승)을 거두었다. 네 시즌 간 29번의 경기를 하면서 10위권 안에 24번이나 들었다. 2005년, 그녀는 세계 여성 아마추어 토너먼트 중 1위인 USGA 여성 아마추어 챔피언십에서 준결승에 오르게 된다.

## 프로 경력
2006년 4월, 그녀는 퓨처스 투어에서 16경기를 치르고 올라와 프로로 전향했다. 2006년 LPGA 예선에서 모든 경기를 소화했을 시 주는 특권을 받았고, 그녀는 2007년 LPGA 투어에서 올해의 신인에 오르게 된다. 그녀의 가장 훌륭했던 LPGA 투어 경기는 2007년 US 여성 오픈의 두 번째 경기에서 동점이었던 그녀가 두 타 뒤 역전을 했던 경기이다.

## LPGA 주요 경기 결과(2005-2008)
| Tournament                 | 2005 | 2006   | 2007 | 2008 |
| -------------------------- | ---- | ------ | ---- | ---- |
| 크라프트 나비스코 챔피언십 | DNP  | T15 LA | T26  | T21  |
| LPGA 챔피언십              | DNP  | DNP    | 5    | 70   |
| US 여자 오픈               | CUT  | DNP    | T2   | T3   |
| 브리티시 여자 오픈         | DNP  | DNP    | CUT  | T34  |

LA = 아마추어

DNP = 경기에 나가지 않음

CUT = 하프웨이 컷을 하지 않음

"T" = 동률

노란색 배경은 10위권 안에 든 경기.

## LPGA 투어 경력 요약
| 연도 | 참가한 토너먼트 | 하프웨이 컷 | 승리 | 2위 | 3위 | 10위권 | 상금 ($) | 순위  | 점수 |  |
| ---- | --------------- | ----------- | ---- | --- | --- | ------ | -------- | ----- | ---- |  |
| 2005 | 1               | 0           | 0    | 0   | 0   | 0      | N/A      | 76.50 | N/A  |  |
| 2006 | 1               | 1           | 0    | 0   | 0   | 0      | N/A      | 72.50 | N/A  |  |
| 2007 | 29              | 27          | 0    | 1   | 3   | 8      | 983,922  | 71.54 | 9    |  |